# Tetsu Nagasawa
Tetsu Nagasawa (長澤 徹 Nagasawa Tetsu?,  nacido el 28 de mayo de 1968 en Osaka) es un exfutbolista japonés que se desempeñaba como centrocampista.

## Trayectoria

### Clubes
| Club         | País  | Año         |
| ------------ | ----- | ----------- |
| Júbilo Iwata | Japón | 1991 - 1994 |
| Honda        | Japón | 1995 - 1997 |